# Vitré (Deux-Sèvres)
Pour les articles homonymes, voir Vitré.
Vitré est une ancienne commune française, située dans le département des Deux-Sèvres et la région Nouvelle-Aquitaine. Le 1er janvier 2013, elle fusionne avec Beaussais pour former la commune nouvelle de Beaussais-Vitré.

## Histoire
Durant la Seconde Guerre mondiale, Vitré a accueilli de nombreux réfugiés des Ardennes dont certains originaires de Pologne.

## Politique et administration
| Période   | Période       | Identité     | Étiquette | Qualité |
| --------- | ------------- | ------------ | --------- | ------- |
| mars 2001 | réélu en 2008 | Pierre Lenne |           |         |

## Démographie
L'évolution du nombre d'habitants est connue à travers les recensements de la population effectués dans la commune depuis 1793. À partir du 1er janvier 2009, les populations légales des communes sont publiées annuellement dans le cadre d'un recensement qui repose désormais sur une collecte d'information annuelle, concernant successivement tous les territoires communaux au cours d'une période de cinq ans. 
Pour les communes de moins de 10 000 habitants, une enquête de recensement portant sur toute la population est réalisée tous les cinq ans, les populations légales des années intermédiaires étant quant à elles estimées par interpolation ou extrapolation. Pour la commune, le premier recensement exhaustif entrant dans le cadre du nouveau dispositif a été réalisé en ,.
En 2010, la commune comptait 532 habitants, en évolution de +2,11 % par rapport à 2005 (Deux-Sèvres : +1,97 %, France hors Mayotte : +2,49 %).
| 1831 | 1836 | 1841 | 1846 | 1851 | 1856 | 1861 | 1866 | 1872 |
| ---- | ---- | ---- | ---- | ---- | ---- | ---- | ---- | ---- |
| 623  | 637  | 644  | 677  | 692  | 692  | 664  | 648  | 652  |

| 1876 | 1881 | 1886 | 1891 | 1896 | 1901 | 1906 | 1911 | 1921 |
| ---- | ---- | ---- | ---- | ---- | ---- | ---- | ---- | ---- |
| 577  | 625  | 621  | 610  | 589  | 613  | 594  | 600  | 465  |

| 1926 | 1931 | 1936 | 1946 | 1954 | 1962 | 1968 | 1975 | 1982 |
| ---- | ---- | ---- | ---- | ---- | ---- | ---- | ---- | ---- |
| 470  | 463  | 480  | 404  | 402  | 407  | 433  | 375  | 365  |

| 1990 | 1999 | 2005 | 2006 | 2010 | - | - | - | - |
| ---- | ---- | ---- | ---- | ---- | - | - | - | - |
| 477  | 513  | 521  | 521  | 532  | - | - | - | - |

## Lieux et monuments
- Le Château de Champrond : C'est une ancienne demeure de noble.
- Église Saint-Pierre de Vitré. Elle est inscrite à l'Inventaire général du patrimoine culturel[6].